# Валдметс, Кятлин
Кя́тлин Ва́лдметс (эст. Kätlin Valdmets}; род. 1988, Харьюмаа) — эстонская модель, победительница конкурса красоты «Мисс Эстония 2012».

## Биография
12 июля 2012 года Валдметс одержала победу на национальном конкурсе красоты и была коронована как «Мисс Эстония». Она должна была представлять Эстонию на международном конкурсе «Мисс Вселенная 2012» в Лас-Вегасе. Однако, Валдметс не смогла принять участие в конкурсе и её заменила Натали Корнейчик, получившая на конкурсе «Мисс Эстония» титул «Первой принцессы».